# Катровский, Пётр Васильевич
Пётр Васильевич Катровский (24 июня 1922, Иркутск, РСФСР — ?) — советский футболист, нападающий, тренер.

## Биография
С 1935 года занимался футболом и хоккеем с мячом. Воспитанник футбольной школы «Локомотив» Иркутск.
Участник Великой Отечественной войны, служил стрелком-радистом в звании сержанта на Смоленском направлении. В 1942 году получил два тяжёлых и одно лёгкое ранение.
В 1946—1947 годах играл за «Динамо» (Иркутск). На высшем уровне чемпионата СССР выступал в 1948—1955 годах в командах «Крылья Советов» (Куйбышев) (1948—1949), «Динамо» (Ленинград) (1950), «Даугава» (Рига) (1951—1952), «Зенит» (Ленинград) (1953—1955).
В октябре 1950 поступил в школу тренеров ГОЛИФК имени П. Ф. Лесгафта, которую окончил в мае 1953. Тренировал ФШМ Ленинград, в 1957—1958 был старшим тренером «Пищевика» (Калининград).

## Награды
- Медаль «За отвагу»
- Медаль «За победу над Германией в Великой Отечественной войне 1941—1945 гг.» (1945)
- Медаль «За победу над Японией» (1945)